# Folia Philosophica. Ethica – Aesthetica – Practica
Folia Philosophica. Ethica – Aesthetica – Practica – czasopismo naukowe wydawane przez Wydawnictwo Uniwersytetu Łódzkiego, poświęcone zagadnieniom filozofii praktycznej, filozofii kultury i  szeroko pojętej aksjologii.

## O czasopiśmie
Acta Universitatis LodziensisFolia Philosophica. Ethica – Aesthetica – Practica jako rocznik istnieje od 1981 roku. W nowej postaci, jako Folia Philosophica. Ethica – Aesthetica – Practica, ukazuje się począwszy od numeru 27(1) z 2015 roku. Publikuje teksty dotyczące badań nad etycznymi, estetycznymi, a także prawnymi i politycznymi aspektami współczesnych praktyk społecznych i kulturowych, a także prace zajmujące się zagadnieniami filozofii praktycznej i estetyki z perspektywy historycznej, czy filozoficzno-teoretycznej. Poszczególne numery mają w założeniu profil tematyczny i poświęcone są zagadnieniom ze specyficznych obszarów: etyki i estetyki, ale także bioetyki, filozofii prawa, czy politologii. Obok artykułów naukowych publikowane są artykuły polemiczne, komentarze i recenzje z prac naukowych. Do publikacji przyjmowane są teksty w języku polskim, angielskim i w innych językach kongresowych. Recenzja tekstów prowadzona jest zgodnie z modelem double blind review. Każdy artykuł sprawdzany jest przez przynajmniej dwóch recenzentów. Wszystkie artykuły dostępne są w Otwartym Dostępie na licencji CC BY-NC-ND.

## Rada Naukowa

### Polska Rada
- Marek Gensler (Uniwersytet Łódzki)
- Piotr Gutowski (Katolicki Uniwersytet Lubelski)
- Marzenna Jakubczak (Uniwersytet Pedagogiczny im. KEN w Krakowie)
- Marek Kozłowski (Uniwersytet Łódzki)
- Roman Kubicki (Uniwersytet im. Adama Mickiewicza w Poznaniu)
- Józef Piórczyński (Prof. em., Uniwersytet Łódzki)

### Międzynarodowa Rada Doradcza
- Jan C. Joerden (Europa-Universität Viadrina)
- Georg Lohmann (Prof. em. Otto-von-Guericke University Magdeburg)
- Antonio Remesar (Universitat de Barcelona)
- Gunnar Skirbekk (Universitetet i Bergen)
- Richard Shusterman (Florida Atlantic University)
- Florian Steger (Universität Ulm)
- Richard Wolin  (City University NY)

## Redaktorzy
- Andrzej M. Kaniowski, redaktor naczelny (Uniwersytet Łódzki)
- Agnieszka Rejniak-Majewska, sekretarz redakcji (Uniwersytet Łódzki)
- Wioletta Kazimierska-Jerzyk (Uniwersytet Łódzki)
- Krzysztof Kędziora (Uniwersytet Łódzki)
- Ewa Wyrębska (Uniwersytet Łódzki)
- Jack J. Hutchens– korekta w j. angielskim (Loyola University, Chicago, USA)

## Bazy
- BazHum
- CEEOL
- GIGA German Institute of Global and Area Studies
- ERIH PLUS
- MIAR Information Matrix for the Analysis of Journals